# Anna Maria Bisi
Anna Maria Bisi Ingrassia (* 23. September 1938 in Rom; † 22. Januar 1990 ebenda) war eine italienische Archäologin, die sich vor allem um die Erforschung der phönizisch-punischen Kultur Verdienste erworben hatte.

## Leben und Leistungen
Anna Maria Bisi wandte sich bei ihrem Studium an der Universität La Sapienza in Rom unter dem Einfluss von Sabatino Moscati, dem Begründer der Erforschung der Phönizier und der mit ihnen verbundenen Punier als eigenständige Forschungsrichtung, seit 1961 verstärkt diesem Fachgebiet zu. Ihre Dissertation verfasste sie zum Thema Il grifone. Dalle origini orientali al VI secolo a.C., also zur orientalischen Herkunft des Greifenmotives, das während der sogenannten „orientalisierenden Phase“ bis zum 6. Jahrhundert v. Chr. vermehrt in der griechischen Kunst Verwendung gefunden hatte. Die Arbeit wurde 1965 publiziert und schon 1967 legte sie mit Le Stele puniche über punische Stelen eine weitere Arbeit im phönizisch-punischen Themenfeld vor. Noch bevor sie 30 Jahre alt wurde, begann sie an der römischen La Sapienza zu lehren und wurde Ispettore Orientalistico presso la Soprintendenza all’Antichità della Città di Palermo, also Inspektorin für die orientalischen Antiken an der Soprintendenza von Palermo, wo noch eine große Zahl an Hinterlassenschaften aus der punischen Zeit Siziliens zu finden war. Nachdem Moscati 1969 das Centro di Studio per la Civiltà Fenicia e Punica gegründet hatte und dessen Direktor wurde, wurde Bisi seine Nachfolgerin als Professorin für Punische Altertumskunde. 1970 übernahm sie zudem die Verantwortung für das Grabungsbüro in Herculaneum. 1971 folgte die Berufung zur Assistenzprofessorin für Vorderasiatische Archäologie an der Universität Urbino, 1982 wurde sie dort Außerordentliche Professorin. Bisi verstarb überraschend und früh im Alter von 50 Jahren.
Bisi überschaute als Wissenschaftlerin den kompletten Forschungsraum der phönizisch-punischen Kultur und war auch zur Synthese der verschiedenen Forschungsbereiche im Stande. Daneben widmete sie sich aber auch der Spezialforschung, etwa zu Elfenbeinarbeiten, Bronzen und punischer Keramik, aber auch zur Ikonografie. Daneben forschte sie auch zur Beziehung des ostmediterranen Raumes und der Ägäis sowie der Verbreitung der phönizischen Kultur beziehungsweise phönizischer Errungenschaften im übrigen Mittelmeerraum.

## Publikationen (Auswahl)
- Il grifone. Dalle origini orientali al VI secolo a.C. (= Studi Semitici. Band 13). Centro di studi semitici, Istituto di studi del Vicino Oriente, Rom 1965.
- Kypriaka, Contributi allo studio della componente cipriota della civiltà punica. G. Casini, Rom 1966.
- Le Stele puniche (= Studi Semitici. Band 27). Centro di studi semitici, Istituto di studi del Vicino Oriente, Rom 1967.
- La Ceramica Punica. Aspetti e Problemi. L’arte tipografica, Neapel 1970.
- Le terrecotte figurate fenicie e puniche in Italia. Istituto poligrafico e Zecca dello Stato, Rom 1990, ISBN 88-240-0110-6.